# Carrusel de las alcaldías locales de Bogotá en 2015
El Carrusel de las alcaldías locales de Bogotá en 2015 es un escándalo de corrupción denunciado desde 2014 por el Concejo de Bogotá (Colombia),

 
que estalla en octubre de 2015 al conocerse nuevos detalles del desfalco. Este caso de corrupción está siendo investigado por la Fiscalía con información de la Contraloría y la Veeduria Distrital. Las irregularidades están relacionadas con la contratación 'a dedo' de fundaciones 'de papel' y de objeto social amplio por parte de las Alcaldías locales, con el objetivo de realizar todo tipo de servicios sin pasar por los procesos regulares de licitación establecidos en la ley.
En este carrusel de las alcaldías locales, se estima se han otorgado contratos por $ 440.000 millones de pesos 'a dedo' ($160 millones de dólares), aproximadamente el 50% de la contratación local.

## Implicados
Esta es una lista en desarrollo de alcaldes, fundaciones e individuos siendo investigados por la Fiscalía en el momento. Se irá expandiendo a medida que se conozcan más implicados.

### Alcaldías locales
- Julieta Naranjo, alcaldesa de Usaquén, quien recibió imputación de cargos por la Físcalia.[7][8] Fue nombrada por Gustavo Petro en 2012.[9][10]

- Diana Calderón Robles, alcaldesa de Bosa. Fue nombrada por Gustavo Petro en 2012.[11][10]

- Marisol Perilla Gómez, alcaldesa de Suba. Fue nombrada por Gustavo Petro en 2012.[10]

- Edilberto Guerrero Ramos, alcalde de La Candelaria. Fue nombrado por Gustavo Petro en 2012.[11][10]

- Jesús Antonio Mateus, exalcaldes de Kennedy en el periodo 2008-2011, destituido e inhabilitado por 12 años para ejercer cargos públicos en 2014.[12] Fue nombrado por Samuel Moreno.[13]

- Luis Ernesto Rincón, exalcalde de Los Mártires en el periodo 2008-2011. Fue nombrado por Samuel Moreno Se le acusó de celebrar un contrato sin cumplimiento de requisitos legales y después de enfrentar el juicio fue absuelto y declarado inocente por el juez que tuvo su caso.Igualmente ninguna investigación llevada a cabo por la  Personeria Distrital, Contraloría Distrital lo encontró responsable disciplinariamente o fiscalmente. En consecuencia goza de las garantias constitucionales al buen nombre y a la honra,pro[14][15][16][17]

### Contratistas
- Carlos Alberto Pinzón Molina, quien ha recibido bajo la modalidad de prestación de servicio unos 62 convenios por un valor mayor a los 11.00 millones de pesos. Entre ellos, Engativá, Barrios Unidos y Fontibón suscribieron 21 contratos por un valor mayor a 5.500 millones de pesos.[cita requerida]

### Fundaciones
- Asociación de Hogares Si a La Vida, que logró 35 contratos por más de 6.233 millones de pesos. *Fundación Cine Estudio El Túnel.[cita requerida]